# Vyzíki
Vyzíki (grec moderne : Βυζίκι) est une localité située dans le dème de Gortynie, dans le district régional d'Arcadie, dans la périphérie du Péloponnèse, en Grèce.
Selon le recensement de 2021, elle compte 152 habitants.

## Situation

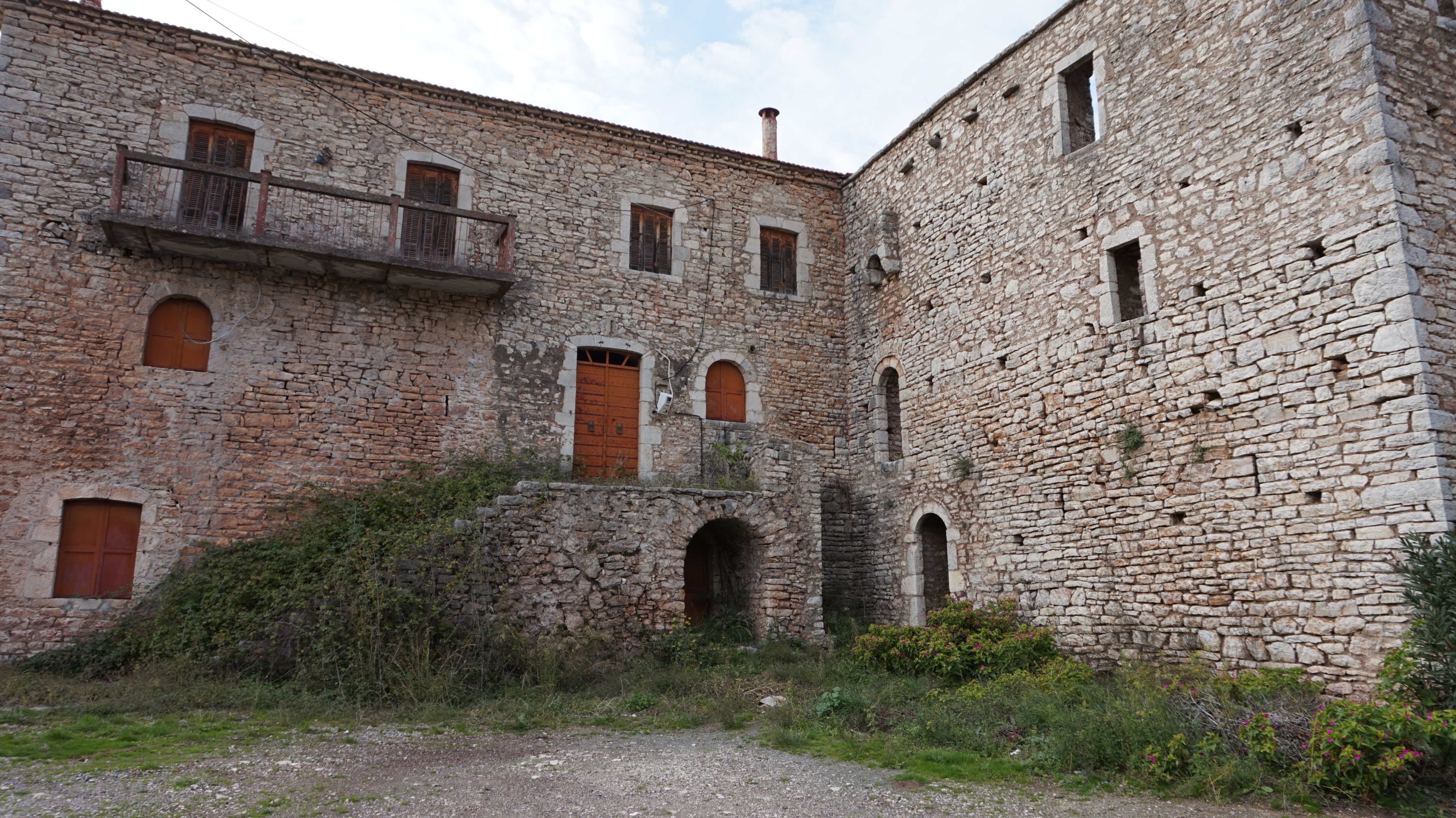
Maison fortifiée construite par les Vénitiens.

Vyzíki est situé à 2 km de Tropaia, ancienne municipalité devenue depuis la réforme de 2011 un district municipal du dème de Gortynie, district dont dépend Vyzíki.
Le village est bâti à une altitude de 750 m, à l'écart de la route nationale 74 de Tripoli à Olympie et Pyrgos, qui passe à quelques kilomètres au sud.

## Économie
La ressource principale est l'élevage.

## Lieux et monuments
- Église Saint-Nicolas.
- Maisons médiévales fortifiées remontant à l'occupation vénitienne.
- Musée ethnographique.
- Château d'Akova, forteresse médiévale, aussi appelée Mattegriffon, bâtie sur un éperon rocheux à proximité du village. Il était, après la conquête franque lors de la quatrième croisade, le siège de la baronnie d'Akova, l'une des plus importantes seigneuries mouvant de la principauté d'Achaïe[2].

## Culture
Vyzíki et le château d'Akova sont chaque année, au mois d'août, le siège du festival d'Akova.